# Socoalele, Călărași
Socoalele este un sat în comuna Dragoș Vodă din județul Călărași, Muntenia, România.

## Imagini

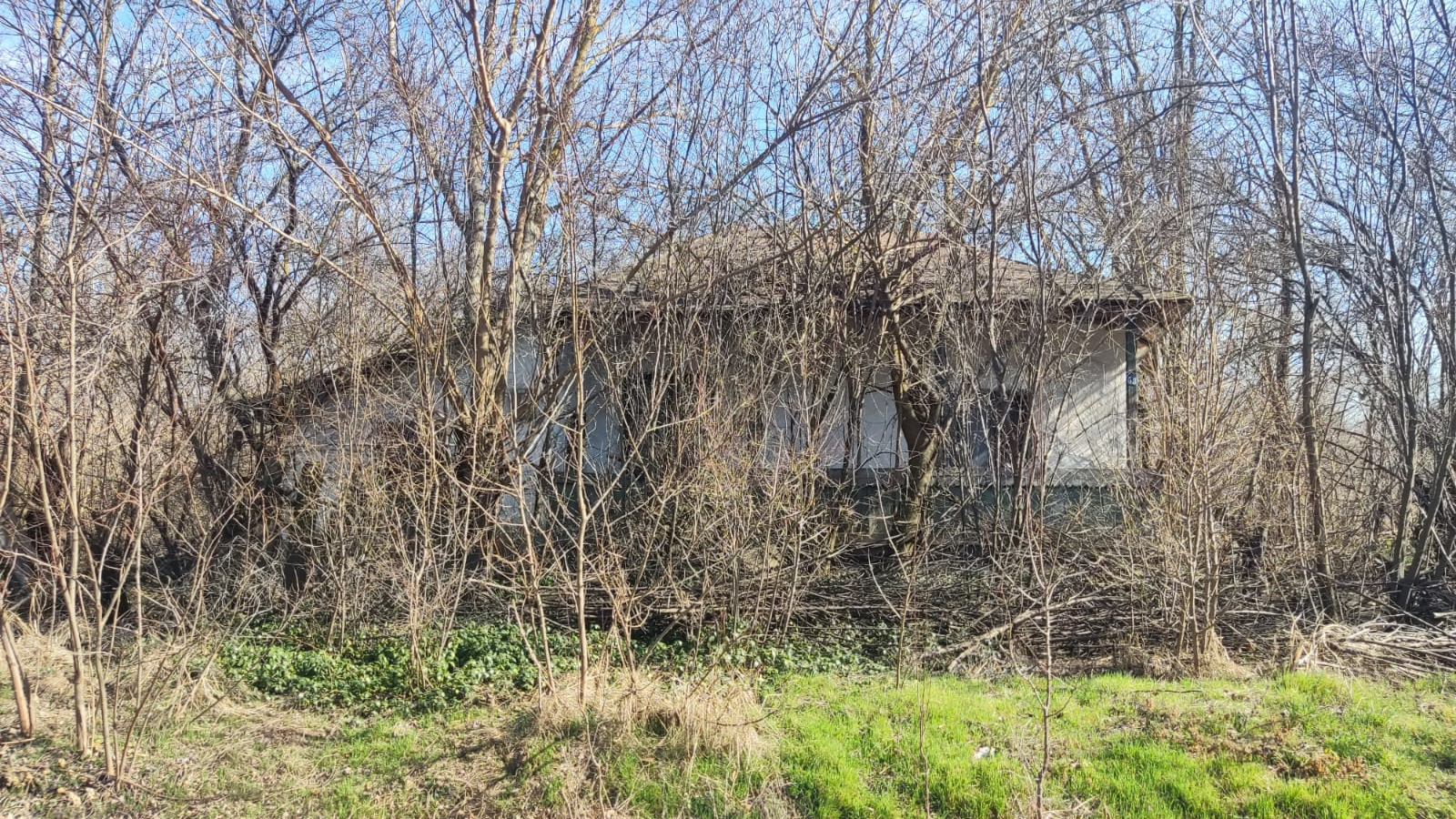
Casă veche abandonată
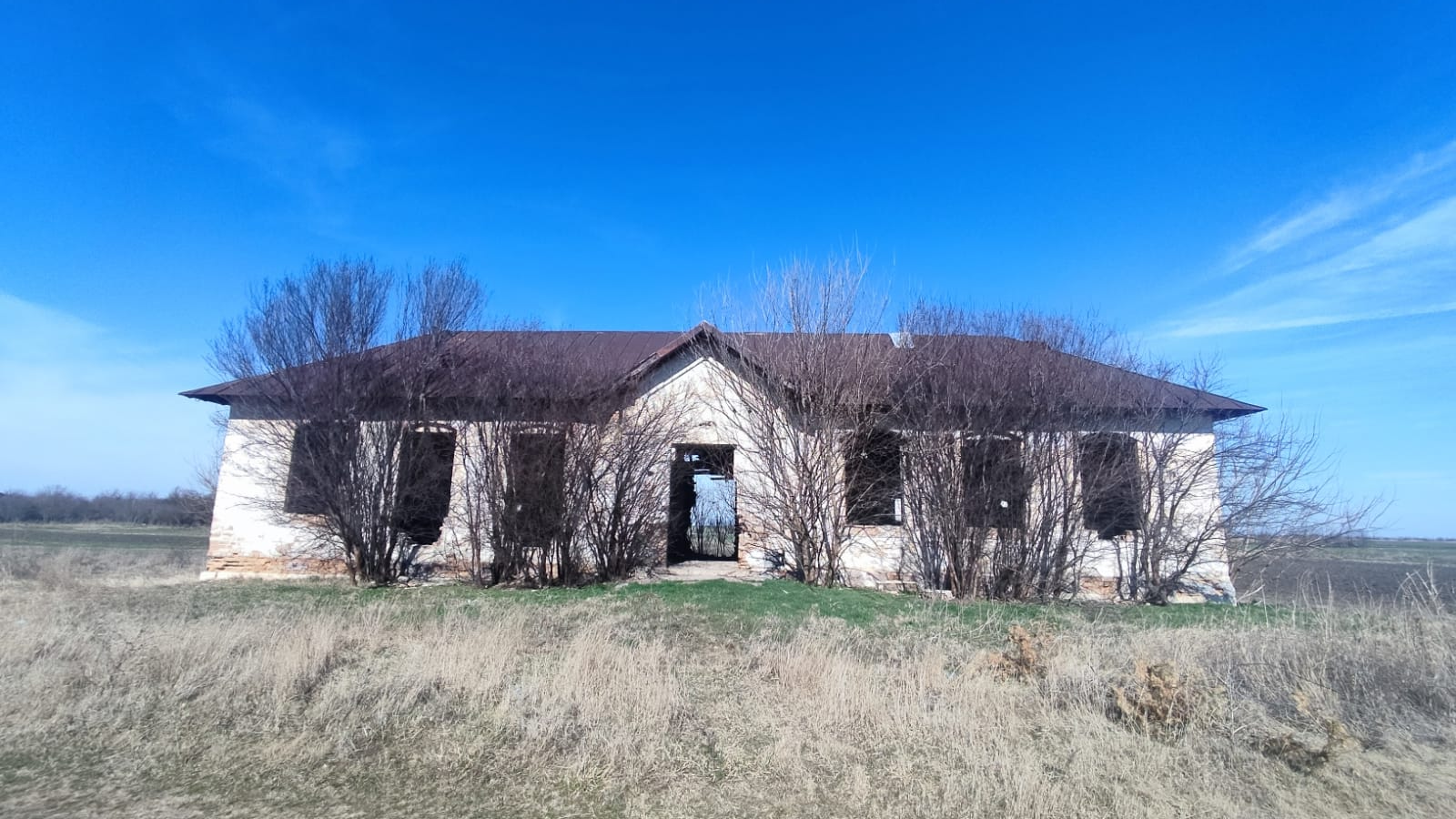
Fosta școală din Socoalele
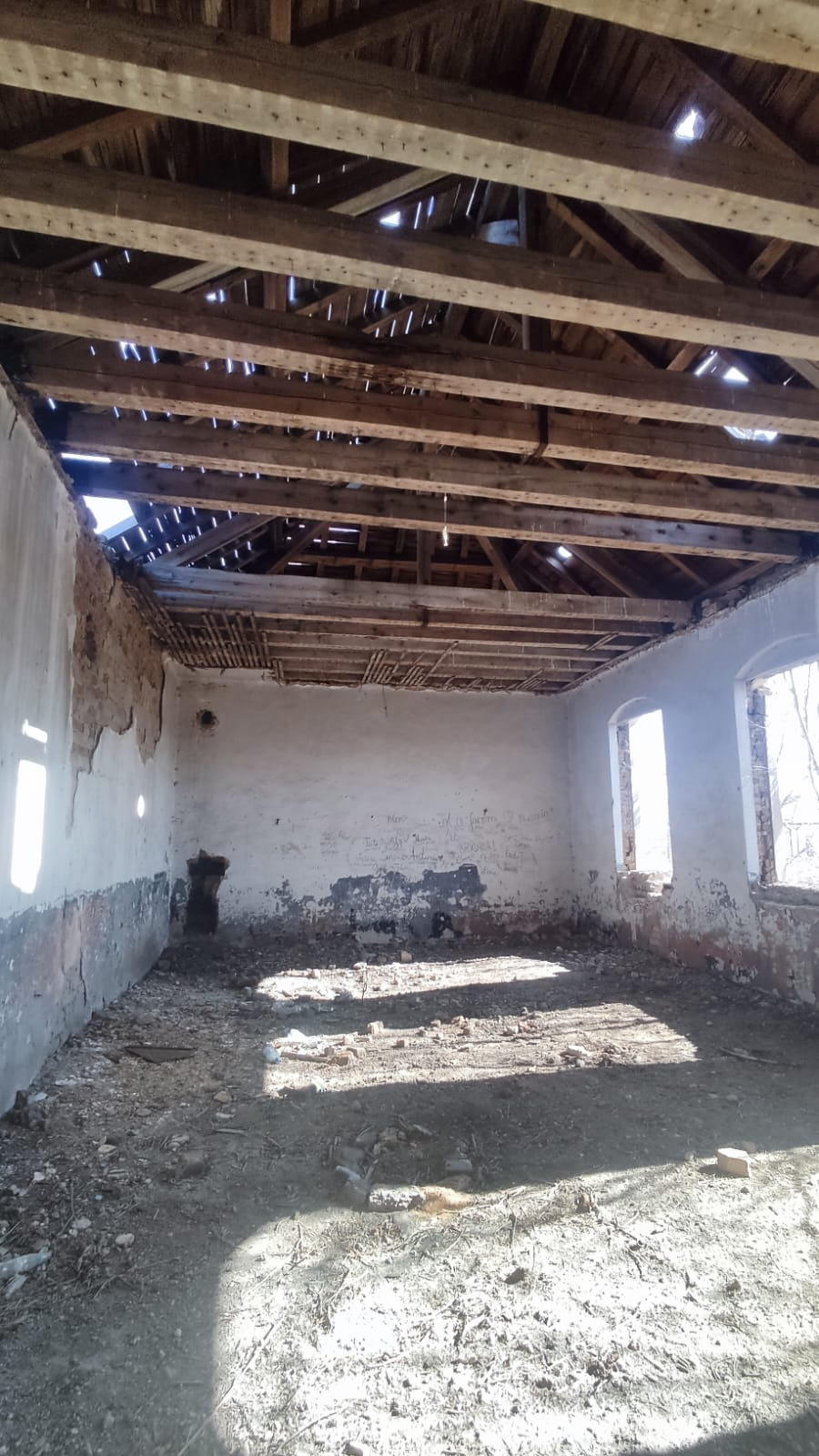
Fosta școală din Socoalele – interior
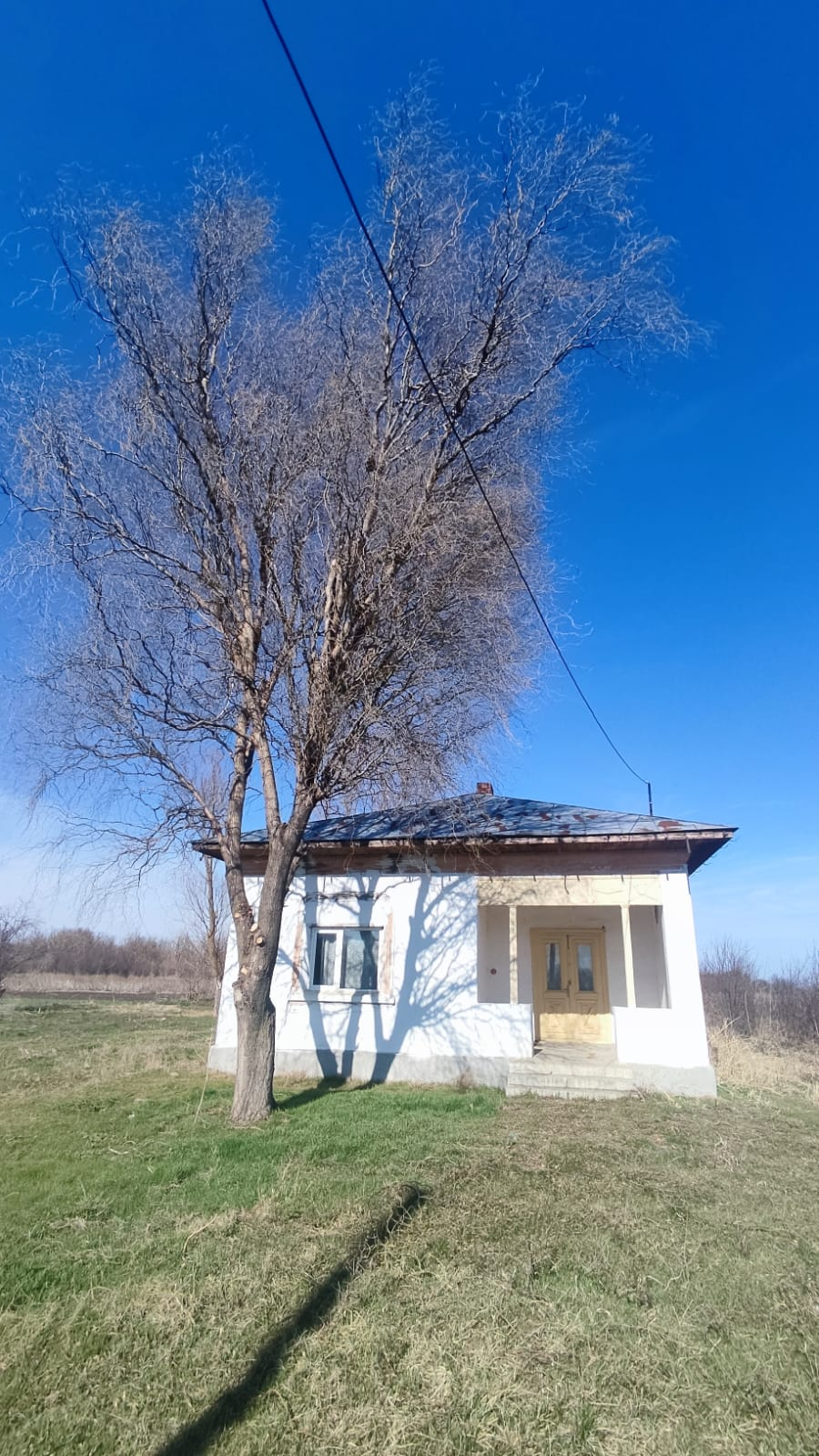
Fostul dispensar din Socoalele